# آرامگاه خواجه ریحان
آرامگاه خواجه ریحان مربوط به دوره قاجار است و در شهرستان نیشابور، بخش زبرخان، دهستان اردوغش، روستای برج واقع شده و این اثر در تاریخ ۱۲ دی ۱۳۸۶ با شمارهٔ ثبت ۲۰۴۸۲ به‌عنوان یکی از آثار ملی ایران به ثبت رسیده است.